# Otto Thune Jacobsen
 Der er for få eller ingen kildehenvisninger i denne artikel, hvilket er et problem. Du kan hjælpe ved at angive troværdige kilder til de påstande, som fremføres i artiklen.

Otto Ludvig Thune Jacobsen (født 5. april 1871 i København, død 12. juni 1957) var en dansk teolog.
Jacobsen tog teologisk embedseksamen i 1894 fortsatte han sine studier blandt andet under et ophold i Lund 1897, hvor han blev bekendt med svensk teologisk arbejde. I 1898 blev han ansat ved Universitetsbiblioteket, men allerede i 1904 opgav han denne stilling for helt at kunne ofre sig for litterær virksomhed. I 1916 blev han viceprovst på Regensen og i 1918 han udnævnt til Dr. theol. hon. c. på universitetet i Lund.
Han var en flittig forfatter. Han skrev bl.a. Gennem Modsætninger. Et Forsøg paa at forstaa Tiden og Livet (1905) og Sandhedens Erkendelse. Et Bidrag til Belysning af Religionens Logik (1908), men skrev også om historieske emner, hvor han forsøgte at lede forskningen ind på nye baner ved bøger som Folkene og Sandheden. Grundtræk af det religiøse Aandslivs Udviklingshistorie (1909), Jesus og Evangelisterne. Synsforskellighederne hos Matthæus, Lukas og Johannes (1911) samt Født af en Kvinde (1914).